# Internationales Theater Frankfurt

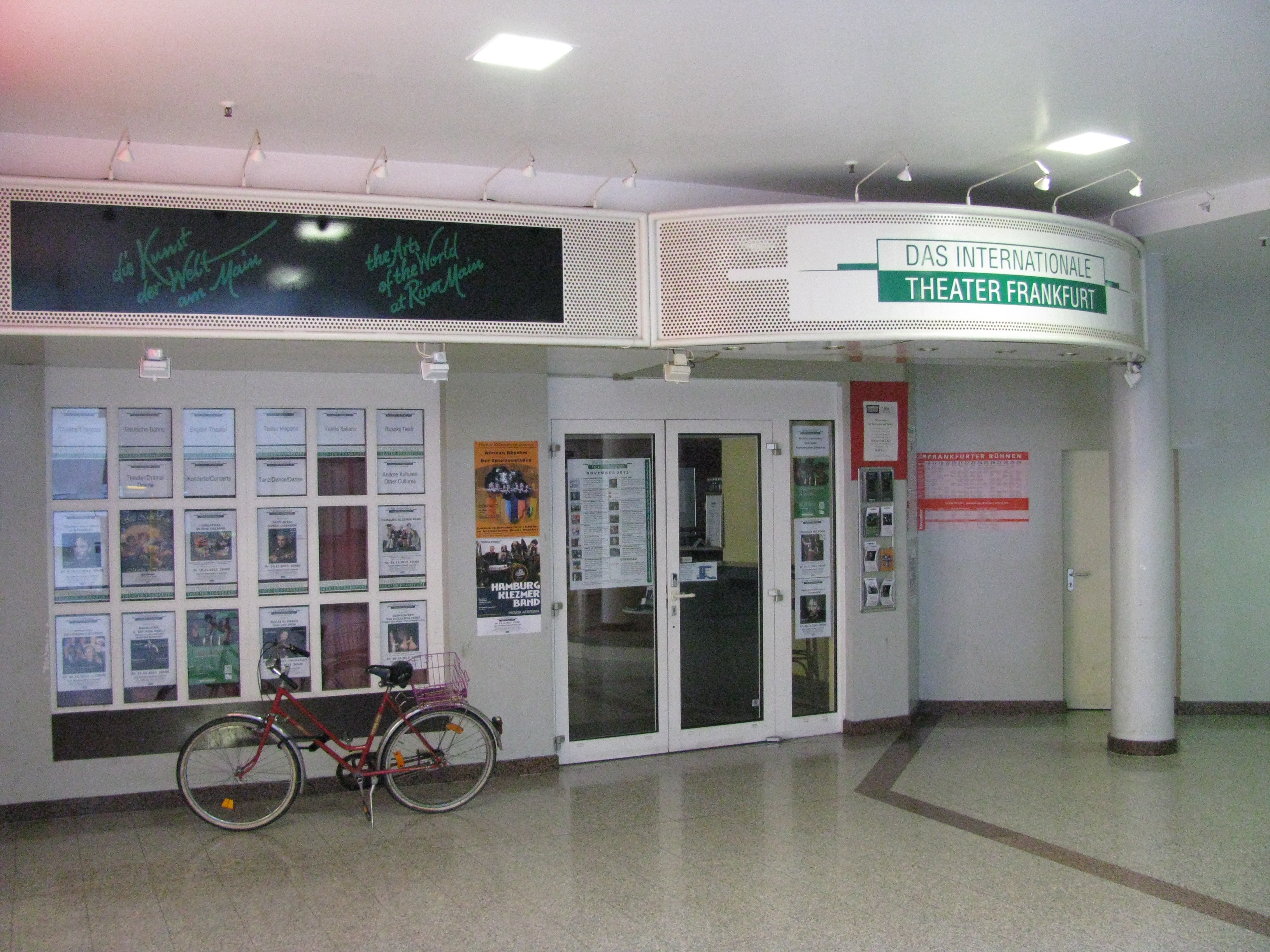
Eingangsbereich von „Das Internationale Theater Frankfurt“

Das Internationale Theater Frankfurt ist ein freies Theater in Frankfurt am Main.
Als private Gastspielbühne richtet das Theater im Jahr 150 Aufführungen mit 100 Gastspielen und Künstlern aus verschiedenen Kulturen aus: Schauspiel, Musiktheater, Tanz und Konzerte sowie Film und Events.
Die Spielstätte befindet sich in der Zoo-Passage an der Hanauer Landstraße im Frankfurter Ostend.

## Weblink
- Website Internationales Theater Frankfurt

Koordinaten: 50° 6′ 48,9″ N, 8° 41′ 44,7″ O